# San Isidro, Pueblo Nuevo Solistahuacán
San Isidro är en ort i Mexiko.   Den ligger i kommunen Pueblo Nuevo Solistahuacán och delstaten Chiapas, i den sydöstra delen av landet, 700 km öster om huvudstaden Mexico City. San Isidro ligger 1 592 meter över havet och antalet invånare är 163.
Terrängen runt San Isidro är bergig västerut, men österut är den kuperad. Runt San Isidro är det ganska tätbefolkat, med 104 invånare per kvadratkilometer. Närmaste större samhälle är Simojovel de Allende, 14,0 km öster om San Isidro. Omgivningarna runt San Isidro är en mosaik av jordbruksmark och naturlig växtlighet.